# Bergverlag Rother
Der Bergverlag Rother ist ein deutscher Verlag mit Sitz im oberbayerischen Oberhaching. Seit 1951 gab der alpine Fachverlag, der seit 1920 unter Bergverlag Rudolf Rother firmierte, in Zusammenarbeit mit dem Deutschen Alpenverein, dem Österreichischen Alpenverein und dem Alpenverein Südtirol den Alpenvereinsführer heraus; Anfang 2025 sind keine Alpenvereinsführer mehr erhältlich.

## Geschichte

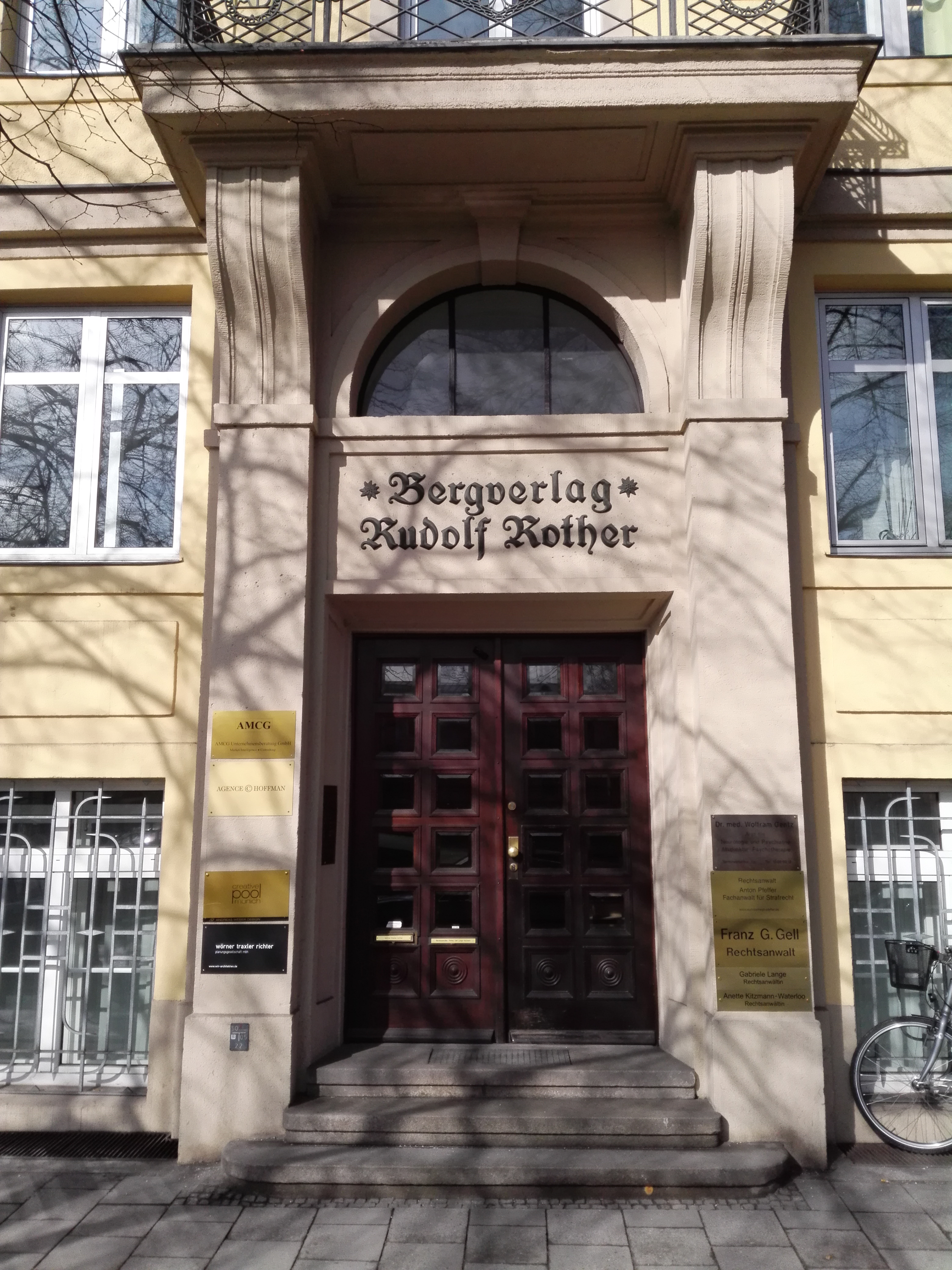
Landshuter Allee 49 in München, bis Oktober 1994 Sitz des Bergverlags

Der Verlag wurde am 16. November 1920 in München von Rudolf Rother sen. († 1969), einem Buchhändler und Bergsteiger aus Leipzig, als alpiner Fachverlag gegründet. Der Verlag ging aus dem insolventen Verlag Walter Schmidkunz hervor, bei dem Rother Anteilseigner war. Rother bereiste mit dem Fahrrad Süddeutschland, die Schweiz, dann Südtirol und Österreich, um seine von Alpinisten verfassten Bücher in den Buchläden bekannt zu machen. Er erweiterte das Angebot des Verlags auf Klettertechnik, Skitechnik, Eislaufen, Biographien bekannter Alpinisten und Wassersport. Rother unterhielt eine Filmabteilung, baute verlagseigene Hotels und veranstaltete Skikurse in den Alpen.
Die Zeit des Nationalsozialismus überstand der Verlag nach eigenen Angaben unbeschadet, allerdings wurde im Januar 1945 das Verlagshaus in München-Neuhausen durch einen Bombenangriff zerstört und 1950 wieder aufgebaut. Bei den Zerstörungen waren die umfangreichen Archivbestände der alpinen Literatur fast gänzlich vernichtet worden. Bis heute erinnert der Schriftzug „Bergverlag Rudolf Rother“ am alten Verlagsgebäude an den früher dort ansässigen Verlag. Im Jahr 1964 übernahm Rudolf Rother junior (1927–2023) die Geschäftsleitung von seinem Vater, dem 1967 das Bundesverdienstkreuz 1. Klasse für seine Verlagstätigkeit verliehen wurde, und baute das literarische Angebot aus. Nachdem der Verlag in den 1980er Jahren die verlagseigene Versandbuchhandlung, die Zeitschrift Bergwelt und die hauseigene Druckerei verkauft hatte, übernahm 1990 die Freytag-Berndt u. Artaria KG das Familienunternehmen.
Im Oktober 1994 verließ der Bergverlag Rother das 1925 errichtete Verlagsgebäude an der Landshuter Allee in München und übersiedelte nach Oberhaching südlich von München.
Rother zählt zu größten alpinen Fachverlagen im deutschsprachigen Raum.